# استفان روستو
استفان روستو (فرانسوی: Stéphane Rossetto‎؛ زادهٔ ۶ آوریل ۱۹۸۷) دوچرخه‌سوار اهل فرانسه است.
از باشگاه‌هایی که در آن رکاب زده‌است می‌توان به تیم دوچرخه‌سواری وکانسولیل–دی‌سی‌ام، سن میشل–اوبر۹۳، و تیم دوچرخه‌سواری کوفیدیس اشاره کرد.